# Otto Vergaerde
Otto Vergaerde (Melle, 15 juli 1994) is een Belgisch baan- en wegwielrenner die anno 2022 rijdt voor Trek-Segafredo.

## Carrière
In 2014 startte hij als jongste renner van het peloton aan de honderdste editie van Luik-Bastenaken-Luik. In 2019 maakte hij, na een jaar in Oostenrijkse dienst te hebben gereden, de overstap naar Alpecin-Fenix,
dat toen nog Corendon Circus heette. In 2022 trok hij naar het Amerikaanse Trek-Segafredo waar ook landgenoten Edward Theuns en Jasper Stuyven onder contract staan.

## Baanwielrennen
| Jaar         | BK                                                                                            | EK                   | WK           | OS           | WB           | Overig                                               |
| Nieuwelingen | Nieuwelingen                                                                                  | Nieuwelingen         | Nieuwelingen | Nieuwelingen | Nieuwelingen | Nieuwelingen                                         |
| ------------ | --------------------------------------------------------------------------------------------- | -------------------- | ------------ | ------------ | ------------ | ---------------------------------------------------- |
| 2009         | ploegsprint                                                                                   |                      |              |              |              |                                                      |
| 2010         | puntenkoers · keirin · achtervolging · ploegenachtervolging · ploegsprint · 500m · ploegkoers |                      |              |              |              |                                                      |
| Junioren     |                                                                                               |                      |              |              |              |                                                      |
| 2011         | omnium · ploegsprint                                                                          | ploegkoers           |              |              |              |                                                      |
| 2012         | omnium · ploegkoers · scratch · ploegenachtervolging · sprint                                 |                      | ploegkoers   |              |              |                                                      |
| Beloften     |                                                                                               |                      |              |              |              |                                                      |
| 2014         |                                                                                               | ploegkoers           |              |              |              |                                                      |
| Elites       |                                                                                               |                      |              |              |              |                                                      |
| 2013         | ploegenachtervolging · ploegsprint                                                            |                      |              |              |              |                                                      |
| 2014         | scratch · ploegkoers · puntenkoers                                                            | scratch · ploegkoers |              |              |              | GP Pruszków: scratch IBO Gent: ploegkoers en scratch |
| 2015         | ploegkoers · puntenkoers                                                                      |                      | ploegkoers   |              |              |                                                      |
| 2016         | omnium                                                                                        |                      |              |              |              |                                                      |

## Wegwielrennen

### Overwinningen
2018
Bergklassement Ronde van Bihor

### Resultaten in voornaamste wedstrijden
| Jaar | Ronde van Italië | Ronde van Frankrijk | Ronde van Spanje |
| ---- | ---------------- | ------------------- | ---------------- |
| 2014 |                  |                     |                  |
| 2015 |                  |                     |                  |
| 2016 |                  |                     |                  |
| 2017 |                  |                     |                  |
| 2018 |                  |                     |                  |
| 2019 |                  |                     |                  |
| 2020 |                  |                     |                  |
| 2021 |                  |                     |                  |
| 2022 | 119e             |                     |                  |
| 2023 | 98e              |                     | 113e             |
| 2024 |                  |                     | 93e              |
| 2025 |                  |                     |                  |

| Jaar | Milaan-San Remo | Gent-Wevelgem | Ronde van Vlaanderen | Parijs-Roubaix | Amstel Gold Race | Luik-Bast.‑Luik | Waalse Pijl |
| ---- | --------------- | ------------- | -------------------- | -------------- | ---------------- | --------------- | ----------- |
| 2014 |                 |               |                      |                |                  | opgave          |             |
| 2015 |                 |               |                      |                |                  | opgave          | opgave      |
| 2016 |                 |               |                      |                | 120e             | 135e            | opgave      |
| 2017 |                 | opgave        | opgave               |                |                  |                 |             |
| 2018 |                 |               |                      |                |                  |                 |             |
| 2019 |                 |               | 91e                  |                | opgave           |                 |             |
| 2020 |                 | 56e           | 34e                  |                |                  | opgave          | 131e        |
| 2021 | 119e            |               | uitgesl.             |                |                  | opgave          |             |
| 2022 |                 | 100e          | 79e                  | opgave         | 85e              |                 |             |
| 2023 | 159e            | opgave        |                      |                | opgave           |                 |             |
| 2024 |                 | 42e           | 87e                  | opgave         |                  |                 |             |
| 2025 |                 |               |                      |                | opgave           | opgave          | opgave      |

## Ploegen
- 2014 –  Topsport Vlaanderen-Baloise
- 2015 –  Topsport Vlaanderen-Baloise
- 2016 –  Topsport Vlaanderen-Baloise
- 2017 –  Veranda's Willems-Crelan
- 2018 –  WSA Pushbikers
- 2019 –  Corendon-Circus
- 2020 –  Alpecin-Fenix
- 2021 –  Alpecin-Fenix
- 2022 –  Trek-Segafredo
- 2023 –  Trek-Segafredo
- 2024 –  Lidl-Trek
- 2025 –  Lidl-Trek

Campenaerts · De Pauw · De Buyst · De Jonghe · De Ketele · Declercq · Helven · Jacobs · Lampaert · Lietaer · Rickaert · Salomein · Sprengers · Steels · Theuns · Van Asbroeck · Van Hecke · Van Hoecke · Vanoverberghe · Van Staeyen · Vanbilsen · Vanspeybrouck · Vergaerde · Waeytens ·  Wallays
Campenaerts · Capiot · De Ketele · De Pauw · De Tier · Declercq · Helven · Jacobs · Lietaer · Naesen · Rickaert · Salomein · Sprengers · Steels · Theuns · Van Hecke · Van Hoecke · Van Lerberghe · Van Meirhaeghe · Vanoverberghe · Vanspeybrouck · Vergaerde · Jel.Wallays · Jen.Wallays
Bille · Cordeel · De Bondt · Devolder · Dupont · Duijn · Godrie · Goolaerts · Jaspers · Kruopis · Merlier · Prémont · van Aert · Van Breussegem · Van Zummeren · Vergaerde · Livyns (stagiair) · Teugels (stagiair)
Auer · Baldauf · Baumgarten · Beyer · Grasmann · Herzele · Kolb · Kopfauf · Leopold · Meier · Pöll · Salzmann · Trettwer · Vergaerde · Vermeulen
Cortjens · De Bondt · Dekker · del Carmen Alvarado · Devolder · Eibl · Fagerhaug · Hansen · Jans · Janssens · Meeusen · Meisen · Merlier · Rickaert · Rouiller · Stallaert · Tulett · Turner · D. van der Poel · M. van der Poel · Vandeputte · van Trijp · Vergaerde · Vermeersch · Walsleben · Benoist (stagiair) · Clé (stagiair)
Anderson · Bayer · De Bondt · del Carmen Alvarado · De Tier · De Vreese · Dillier · Eibl · Jans · Janssens · Krieger · Leysen · Meisen · Merlier · Meurisse · Modolo · Philipsen · Pieterse · Planckaert · Richardson · Rickaert · Riesebeek · Sbaragli · Sweeck · Taminiaux · Thwaites · Tulett · Vakoč · D. van der Poel · M. van der Poel · Vergaerde · Vermeersch · Vervaeke · Vine · Walsleben
Aberasturi · Baroncini · Bernard · Brambilla · Brustenga · Cataldo · Ciccone · Egholm · Elissonde · Gallopin · Gebreigzabhier· Hellemose · Hoelgaard · Hoole · Kamp · Kirsch · Liepiņš · López · Mollema · Mosca · Moschetti · Pedersen · Pellaud · Simmons · Skjelmose Jensen · Skujiņš · Stuyven · Theuns · Tiberi · Tolhoek · Vergaerde · Nys (stagiair) · Vacek (stagiair)
Aberasturi · Baroncini · Bernard · Brustenga · Cataldo · Ciccone · Elissonde · Gallopin · Gebreigzabhier · Hellemose · Hoelgaard · Hoole · Kirsch · Liepiņš · López · Mollema · Mosca · Nys · Mad.Pedersen · Simmons · Skjelmose · Skujiņš · Stuyven · Tesfatsion · Theuns · Tiberi (tot 28/4) · Tolhoek · Vacek · Vergaerde · Aebersold (stagiair) · Mar.Pedersen (stagiair) · Teutenberg (stagiair)
Bagioli · Bernard · Cataldo · Ciccone · Consonni · Declercq · Felline · Geoghegan Hart · Ghebreigzabhier · Gibbons · Hoole · Kirsch · Konrad · López · Milan · Mollema · Mosca · Nys · Oomen · Pedersen · Simmons · Skjelmose · Skujiņš · Stuyven · Tesfatsion · Theuns · Vacek · Vergaerde · Verona · Ronhaar (stagiair)